# LG Spirit
LG Spirit – smartfon firmy LG z czterordzeniowym procesorem.

## Specyfikacja techniczna
LG Spirit został wyposażony w procesor Qualcomm Snapdragon 410 8916 jest to czterordzeniowy procesor o taktowaniu 1,2 GHz na rdzeń. Urządzenie posiada 1 GB RAM oraz 8 GB pamięci wewnętrznej, którą można rozszerzyć poprzez kartę pamięci (do 32 GB).

### Wyświetlacz
LG Spirit posiada ekran o przekątnej 4,7 cala i rozdzielczości 720 × 1280 pikseli, co daje zagęszczenie 312 pikseli na jeden cal wyświetlacza.

### Aparat fotograficzny
Aparat znajdujący się w telefonie ma 8 Mpix, zaś przednia kamera ma rozdzielczość 1 Mpx.

### Akumulator
Akumulator litowo-jonowy ma pojemność 2100 mAh.

## Software
LG Spirit jest fabrycznie wyposażony w system Android 5.0.1 Lollipop.